# Dochody budżetu państwa
Dochody budżetu państwa – podstawowa forma środków finansowych gromadzonych na rachunkach funduszy publicznych. Do źródeł dochodów budżetu państwa są zaliczane dochody innych podmiotów, a ich przejęcie przez władzę publiczną (budżet państwa) ma charakter ostateczny. Dochody budżetu państwa stanowią definitywne, bezzwrotne zasilenie finansowe władz publicznych, a ich wydatkowanie oznacza ostateczne zużycie przez władzę publiczną. Katalog źródeł dochodów budżetu państwa, jest zawarty w art. 111 ustawy o finansach publicznych i nie jest zamknięty (ustawa w wielu miejscach odsyła do odrębnych przepisów).
Zgodnie z art. 111 ustawy o finansach publicznych do dochodów budżetu państwa zalicza się następujące pozycje:
- podatki i opłaty, w części, która zgodnie z odrębnymi ustawami nie stanowi dochodów jednostek samorządu terytorialnego, przychodów państwowych funduszy celowych oraz innych jednostek sektora finansów publicznych;
- cła;
- wpłaty z zysku przedsiębiorstw państwowych oraz jednoosobowych spółek Skarbu Państwa;
- wpłaty z tytułu dywidendy;
- wpłaty z zysku Narodowego Banku Polskiego;
- wpłaty nadwyżki środków finansowych agencji wykonawczych;
- dochody pobierane przez państwowe jednostki budżetowe, o ile odrębne ustawy nie stanowią inaczej;
- dochody z najmu i dzierżawy oraz z innych umów o podobnym charakterze, dotyczące składników majątkowych Skarbu Państwa, o ile odrębne ustawy nie stanowią inaczej;
- odsetki od środków zgromadzonych na rachunkach bankowych państwowych jednostek budżetowych lub organów władzy publicznej, o ile odrębne ustawy nie stanowią inaczej;
- odsetki od lokat terminowych ustanowionych ze środków zgromadzonych na centralnym rachunku bieżącym budżetu państwa;
- odsetki od udzielonych z budżetu państwa pożyczek krajowych i zagranicznych;
- grzywny, mandaty i inne kary pieniężne, o ile odrębne ustawy nie stanowią inaczej;
- spadki, zapisy i darowizny w postaci pieniężnej na rzecz Skarbu Państwa;
- dochody ze sprzedaży majątku, rzeczy i praw, niestanowiące przychodów w rozumieniu art. 5 ust. 1 pkt 4 lit. a i b, o ile odrębne ustawy nie stanowią inaczej;
- inne dochody określone w odrębnych ustawach lub umowach międzynarodowych;
- środki europejskie i środki, o których mowa w art. 5 ust. 3 pkt 5 lit. a i b, na realizację projektów pomocy technicznej oraz środki, o których mowa w art. 5 ust. 3 pkt 4 lit. b tiret drugie, pkt 5 lit. c i d oraz pkt 6, po ich przekazaniu na rachunek dochodów budżetu państwa;
- odsetki wykupywane przez nabywców obligacji skarbowych lub nadwyżka wynikająca z różnicy pomiędzy ceną emisyjną a wartością nominalną zbywanych obligacji skarbowych.

## Podział
Można spotkać się z różnymi podziałami dochodów budżetu państwa:
- podział na dochody bezzwrotne i zwrotne:
  - Do dochodów bezzwrotnych, za które nie uzyskujemy żadnego bezpośredniego świadczenia zwrotnego ze strony państwa, zaliczamy przede wszystkim wpływy z podatków, ceł i opłat.
  - Z kolei do dochodów zwrotnych zaliczymy pożyczki krajowe i zagraniczne, gdzie skarb państwa jest zobowiązany do spłaty długu wobec kredytodawcy.
- podział na dochody podatkowe i niepodatkowe:
  - Dochody podatkowe można podzielić na dochody z podatków pośrednich (np. podatek od towarów i usług, podatek akcyzowy, podatek od gier) oraz podatków bezpośrednich (np. podatek dochodowy od osób fizycznych czy podatek dochodowy od osób prawnych).
  - Z kolei dochody niepodatkowe, do których zalicza się opłaty, wpływy z ceł, dywidendę, wpłaty z zysku NBP, grzywny, mandaty i inne kary pieniężne.
- podział na krajowe (podatki, cła) i zagraniczne (takie jak zagraniczne pożyczki, czy też odsetki od udzielonych pożyczek).